# Transition (Medizin)
Unter Transition (lat. „transitio“, „Übergang“) versteht man in der Medizin den geplanten Übergang von Kindern oder jungen Erwachsenen mit chronischen Erkrankungen von einer kindzentrierten hin zu einer erwachsenenorientierten Gesundheitsversorgung. Ziel der Transitionsmedizin ist es, diesen Übergang durch verschiedene Programme (insbesondere Schulungen und strukturierte Fortbildungsangebote) zu standardisieren und zu vereinfachen.
Ein erfolgreicher Transitionsprozess soll strukturiert, flächendeckend, patientenorientiert und flexibel verlaufen, damit Fehl- und Unterversorgung verhindert werden kann. In Deutschland besteht im internationalen Vergleich derzeit ein großer Nachholbedarf an Forschungsvorhaben, Programmen und Lösungsansätzen.

## Hintergrund
Fast 40 % der Kinder und Jugendlichen in Deutschland leben mit einer chronischen Gesundheitsstörung, etwa 14 % der unter 18-Jährigen haben einen besonderen Bedarf an Gesundheitsversorgung. Dieser kann aufgrund von relativ häufigen chronischen Krankheiten, wie dem Diabetes mellitus Typ 1 oder Erkrankungen des rheumatischen Formenkreises bestehen, aber auch aufgrund von Behinderungen, angeborenen Fehlbildungen oder seltenen Krankheiten wie bestimmten Stoffwechselstörungen. Ziel der besonderen Versorgung dieser Patienten ist neben der verbesserten Lebensqualität auch eine Vermeidung teurer Folgeschäden.
Für chronisch kranke oder behinderte Jugendliche ist die Lebensphase des Übergangs in das Erwachsenenalter mit besonderen Aufgaben verbunden. Sie müssen Verantwortung für die lebenslange Behandlung ihrer Erkrankung oder Beeinträchtigung übernehmen und sich dafür die notwendigen Kenntnisse und Fertigkeiten aneignen. Die Eltern, die in der Regel über viele Jahre die Verantwortung für die medizinisch und eventuell auch psychosoziale Versorgung übernommen haben, müssen umgekehrt lernen, diese Verantwortung an die Jugendlichen abzugeben. Dieser Prozess stellt für das gesamte familiäre Gefüge eine große Herausforderung dar.
Er ist besonders schwierig, wenn es sich um Patienten mit speziellem, sehr umfangreichem oder in der Erwachsenenmedizin kaum bekanntem Versorgungsbedarf handelt. Die Eltern dieser Patienten haben sich oft über die Jahre der Betreuung ihrer kranken Kinder eine besondere Kompetenz im Verständnis der Erkrankung und in der Organisation notwendiger medizinischer Leistungen und psychosozialer Hilfen erworben. Zu dem betreuenden kinder- und jugendmedizinischen Team besteht oft eine enge, fast familiäre Beziehung. Da mit dem Eintritt dieser Patienten ins Erwachsenenalter eine echte Selbstständigkeit nicht zu erwarten ist, behalten die Eltern hier also ihre Position als Verantwortliche und müssen in der Erwachsenenmedizin erneut verlässliche Ansprechpartner finden, die ausreichend Verständnis, Zeit und fachliche Expertise haben, die komplexe Betreuung der Patienten zu übernehmen und die „Expertenrolle“ der Eltern zu respektieren. Die Gruppe der Jugendlichen mit komplexen Erkrankungen und Behinderungen fällt derzeit in der Transition zur Erwachsenenmedizin am häufigsten aus einer kontinuierlichen, ausreichend spezialisierten Betreuung heraus.
Hinzu kommt die Aufgabe, geeignete weiterbetreuende Spezialisten zu finden und zu ihnen eine vertrauensvolle therapeutische Beziehung aufzubauen. Für einige kinder- und jugendmedizinische Krankheitsbilder sind effektive Behandlungsstandards etabliert und realisiert, für die es im Erwachsenenmedizinischen Bereich noch keine vergleichbaren Versorgungsstrukturen gibt. Ein Grund dafür ist, dass bei einigen komplexen und seltenen Erkrankungen eine kurze Lebenserwartung dazu geführt hat, dass diese bisher fast ausschließlich in der Kinder und Jugendmedizin betreut wurden. Mit verbesserten therapeutischen Optionen werden viele dieser Kinder nun älter und erreichen das Erwachsenenalter, ohne dass in der Erwachsenenmedizin schon die entsprechende Fachkompetenz und Erfahrung vorliegt. Zudem haben neue Erkenntnisse über die Ätiologie und Pathogenese einiger kinder- und jugendmedizinischer Krankheitsbilder das therapeutische Vorgehen zum Teil erheblich verändert. Um der Behandlung dieser Patienten gerecht zu werden, müssen sich Erwachsenenmediziner auf für sie oft fremde und seltene Erkrankungen und Behandlungsstrategien einstellen, was bei einigen Krankheitsbildern einen erheblichen Fortbildungsbedarf nach sich zieht.
Die Transition in die Erwachsenenmedizin gelingt vielen chronisch kranken Jugendlichen – etwa 40 % – nicht oder nur sehr verzögert. Diese Jugendliche finden nicht den direkten Weg aus der kinder- und jugendmedizinischen in die entsprechend qualifizierte erwachsenenmedizinische Versorgung. Viele werden erst dann dort vorstellig, wenn für sie selbst spürbare – oft vermeidbare – Folgeschädigungen aufgetreten sind. Das kann nicht nur für den Einzelnen fatale gesundheitliche Folgen haben, sondern ist – wie schon angesprochen – auch ökonomisch, gesundheitspolitisch und gesellschaftlich von hoher Relevanz. Diese Problematik entspringt nicht so sehr einer nicht ausreichend entwickelten Spezialbetreuung in der Erwachsenmedizin, sondern hängt vor allem mit den Problemen der Jugendlichen und ihrer Familien zusammen, sich in eine andere Betreuungsstruktur und -kultur zu begeben. Aus diesem Problemkomplex ergibt sich ein besonderer, über die übliche medizinische Versorgung hinausgehender Betreuungsbedarf für den Zeitraum der Transition. Diese Problematik und mögliche Wege zu ihrer Lösung sind seit vielen Jahren weltweit Gegenstand der Diskussion.

## Transitionsinitiativen

### Berliner TransitionsProgramms (BTP)
Die Strukturprobleme beim Übergang sind für verschiedene chronische Erkrankungen sehr ähnlich, so dass ein indikationsübergreifender, struktureller Ansatz sinnvoll ist. Das Berliner TransitionsProgramm (BTP) wurde 2011 in Berlin als Modellversuch für die Krankheiten Diabetes und Epilepsie begonnen und soll nach dessen Abschluss auf weitere Indikationen (chronische Niereninsuffizienz, juvenile rheumatoide Arthritis, Chronisch-entzündliche Darmerkrankungen, neuromuskuläre Erkrankungen) und Bundesländer ausgeweitet werden.
Hauptbestandteil des Programms sind Transitionsgespräche, die vor und nach dem Transfer stattfinden. Hierbei wird, ähnlich den U-Untersuchungen in der Kinderheilkunde, der Entwicklungsstand der Jugendlichen eingeschätzt und der Unterstützungsbedarf bzw. erforderliche Maßnahmen festgelegt. Analog zu den U-Untersuchungen wird der jeweilige Stand in einem Heft dokumentiert („T-Heft“). Ergänzend zu einer strukturierten Transitionsepikrise können gemeinsame Sprechstunden und/oder Fallkonferenzen abgehalten werden. Der Transitionsprozess (ca. 2 Jahre) wird durch ein zentrales Fallmanagement gesteuert, das als Ansprechpartner für alle Beteiligten dient, bei der Suche nach geeigneten Weiterbetreuungsmöglichkeiten unterstützt, den Informationsfluss und Termine koordiniert und deren Einhaltung sicherstellt.
Die transitionsspezifischen Leistungen werden im Rahmen eines IV-Vertrages (Integrierte Versorgung) mit den Krankenkassen vergütet. Die DRK Kliniken Berlin, an denen das BTP angesiedelt ist, schließen hierbei als Managementgesellschaft Verträge mit den kooperierenden Ärzten und vergüten die Leistungen (Transitionsgespräche, gemeinsame Sprechstunde, Fallkonferenz, Epikrise) auf Honorarbasis.

### Endlich erwachsen
Das Transferprogramm „endlich erwachsen“ wurde im Jahr 2003 eingeführt, um chronisch nierenkranken Jugendlichen den Übergang aus dem vertrauten Umfeld der Kinderdialyse in den Bereich der Erwachsenenbetreuung zu erleichtern.
Mit Unterstützung des Kuratoriums für Dialyse und Nierentransplantation (KfH) wurde ein Schulungsprogramm zum Transfer eingerichtet. Das Transferprogramm dauert drei Jahre und umfasst ein siebentägiges Seminar im Rehabilitationszentrum „Ederhof“ in Osttirol und daran anschließend zwei Wochenend-Workshops pro Jahr für die jungen Erwachsenen. Hierbei werden Einblicke in die Behandlungsstrategien der Erwachsenenklinik vermittelt. Hilfestellung in der Berufsfindung und im Umgang mit Freunden und Bekannten sind ein weiterer Baustein. Sportliche Aktivitäten unterstützen das Trainingsdefizit durch die chronische Erkrankung. Parallel hierzu werden auch Wochenendseminare für die Eltern angeboten. Ein Computerprogramm (OTIS) gibt die Möglichkeit, sich über Medikamente zu informieren und selbst sein Wissen zu trainieren und zu überprüfen.

### Projekt „Transition“
Im Rahmen des Forschungsprogramms Chronische Krankheiten und Patientenorientierung, das das Bundesministerium für Bildung und Forschung (BMBF) und die gesetzliche und private Krankenversicherung gemeinsam fördern, wird seit 2011 an den Universitäten Lübeck und Greifswald eine Patientenschulung zur Transition entwickelt und erprobt.
In der ersten Projektphase 2012 wurden Interviews mit betroffenen Jugendlichen und jungen Erwachsenen sowie Experten aus den Bereichen Medizin und Psychologie durchgeführt. Damit konnten Versorgungsbedürfnisse und -schwierigkeiten, Bedarfe für Fortbildung und soziale Unterstützung ermittelt werden. Auf dieser Grundlage wurde ein Curriculum für eine Patientenschulung mit jugendspezifischen Themen und verschiedenen didaktischen Methoden entwickelt. Ziele des Workshops sind ein Empowerment der Jugendlichen, eine Stärkung ihrer Eigenmotivation und Selbstkompetenz und eine größere Zufriedenheit im Hinblick auf die Versorgung ihrer chronischen Erkrankung.
Das Programm lässt sich mit einer Gruppe von Jugendlichen ab 16 Jahren als Wochenend-Workshop durchführen, die Gruppengröße beträgt mindestens drei, maximal acht Teilnehmer. Die Jugendlichen werden in den verschiedenen Bereichen ihrer Gesundheitsversorgung fit gemacht und gut auf den Übergang in die Erwachsenenmedizin vorbereitet. Der Austausch zwischen den Jugendlichen und die gegenseitige Unterstützung stehen dabei im Vordergrund. Themen der Schulung sind u. a. die Organisation des Krankheitsmanagements, Perspektiven der Weiterbehandlung, Kennenlernen krankheitsspezifischer Unterstützungsangebote, Ablösung von den Eltern, Berufsfindung/-ausbildung und Partnerschaft. Durchgeführt wird der Workshop von Psychologen in Kooperation mit den behandelnden Kinder- und Jugendärzten.

### Projekt „Erwachsen werden mit ModuS: Fit für den Wechsel“
Das vom Bundesministerium für Gesundheit im Rahmen der Strategie zur Förderung der Kindergesundheit geförderte Projekt „Erwachsen werden mit ModuS: Fit für den Wechsel. Transitionsmodul im Modularen Schulungsprogramm für chronische kranke Kinder und Jugendliche ModuS“ wird vom Kompetenznetz Patientenschulung im Kindes- und Jugendalter e.V. (KomPaS) durchgeführt. Analog dem Basiscurriculum von ModuS wurde ein indikationsübergreifendes Zusatzmodul zur Transition entwickelt, das für eine Vielzahl von Gesundheitsstörungen und unterschiedliche Settings (z. B. ambulant für Arztpraxen, stationäre für Rehabilitationskliniken oder große Krankenhäuser) geeignet ist.
Das Transitionsmodul besteht aus drei Schulungseinheiten:
1. Erwachsen werden mit chronischer Erkrankung (ca. 8 Unterrichtseinheiten (UE) für Jugendliche). In dieser Einheit werden die Jugendlichen auf die Veränderungen vorbereitet, die das Erwachsenenalter mit sich bringt und reflektieren die krankheitsbedingten Besonderheiten z. B. bei Berufsausübung, Selbständigwerden und Partnerschaft.
2. Transfer in die Erwachsenenmedizin (ca. 4 UE für Jugendliche). Dieses Modul beschäftigt sich mit dem Wechsel der Versorgungsinstitutionen und der neuen Arzt-Patient-Beziehung sowie den damit einhergehenden Chancen und Risiken.
3. Wenn die Kinder erwachsen werden (ca. 4 UE für Eltern). Das Begleitmodul für Eltern greift die wesentlichen Inhalte der beiden Jugendmodule auf. Es ersetzt keine reguläre Elternschulung, in der es um medizinische und psychosoziale Aspekte der Krankheit und ihrer Behandlung geht, sondern stellt das Selbstständigwerden und die Verantwortungsübernahme der Jugendlichen für ihre Krankheit in den Mittelpunkt. Die Eltern erhalten die Möglichkeit, sich über ihre neue Rolle und die damit verbundenen Schwierigkeiten und Ängste auszutauschen.
Die Workshops finden in Gruppen von mind. 4 Teilnehmern statt und werden gemeinsam von einem schulungserfahrenen Psychologen/Pädagogen und einem Experten für das jeweilige Krankheitsbild durchgeführt. Als begleitendes Angebot wurde eine Internetseite eingerichtet. Unter dem Namen „between – Fit für den Wechsel“ bietet sie Jugendlichen mit chronischer Krankheit und ihren Eltern die Möglichkeit, sich über verschiedene Themen des Erwachsenwerdens zu informieren, miteinander auszutauschen und individuelle Fragen von Experten beantworten zu lassen.
In einer kontrollierten Studie werden die Schulungen bis Frühjahr 2015 bundesweit erprobt und evaluiert u. a. an den Indikationen ADHS, Asthma, chronisch-entzündliche Darmerkrankungen, Cystische Fibrose, Diabetes Typ 1, Hämophilie und Rheuma.

## Gesellschaft für Transitionsmedizin
Um bestehende Ansätze und Konzepte zusammenzuführen und weiterzuentwickeln, hat sich im September 2012 in Hannover die „Deutsche Gesellschaft für Transitionsmedizin e.V.“ (DGfTM) gegründet. Darin engagieren sich Fachleute mehrerer großer Kliniken und Krankenhausträger Deutschlands.
Die Deutsche Gesellschaft für Transitionsmedizin stellt das Thema Transition chronisch kranker Jugendlicher in den Mittelpunkt und fördert den fachübergreifenden Austausch aller Disziplinen der Medizin, Psychologie, Sozialmedizin, Genetik und Soziologie mit dem Ziel, gesundheitspolitische Akzeptanz herzustellen und die Behandlung und Begleitangebote kritisch zu überprüfen und zu diskutieren. Konkret plant die Gesellschaft die Entwicklung von Schulungsmaßnahmen unter dem Aspekt der Gesundheitskompetenzförderung, die Förderung eines indikationsübergreifenden strukturierten Transitionsprogramms mit geregelter Vergütung aller transitionsspezifischen Leistungen wie Transitionsgespräche, strukturierter Epikrise, gemeinsame Sprechstunde etc., die Förderung des fachlichen interdisziplinären Austausches, die Entwicklung eines interdisziplinären Netzwerkes, die Anregung und Unterstützung von Forschungsprojekten in diesem Bereich, die Entwicklung von Guidelines, Öffentlichkeitsarbeit und Austausch und Schulung für Eltern.

## Transitionskongress
Vom 9.–10. November 2012 fand der erste Deutsche Kongress für die Transition Adoleszenter mit chronischer Niereninsuffizienz und nach Nierentransplantation in der Medizinischen Hochschule Hanover statt. Für die Zukunft plant die Deutsche Gesellschaft für Transitionsmedizin die jährliche Ausrichtung an wechselnden Standorten und die Ausweitung auf sämtliche Krankheitsbilder, welche eines geordneten Transitionsprozesses bedürfen.
Den 2. Kongress für Transitionsmedizin der DGfTM richtet das Berliner TransitionsProgramm am 15. und 16. November 2013 an den DRK Kliniken Berlin aus. Auf der Tagung sollen grundsätzliche strukturelle, inhaltliche und gesundheitsmedizinische Aspekte der Transition mit Vertretern aus Gesundheitspolitik, Krankenversorgung und Kostenträgern diskutiert, nationale und internationale Erfahrungen ausgetauscht und Netzwerke gebildet werden. Es werden dazu auch Spezialisten aus verschiedenen Fachgebieten (z. B. Diabetologie, Endokrinologie, Rheumatologie, Neurologie, Nephrologie) sowohl aus der Kinder- und Jugendmedizin wie Erwachsenenmedizin vertreten sein. Eine Projektbörse soll einen intensiven und direkten interdisziplinären Erfahrungsaustausch auf den verschiedenen Ebenen ermöglichen.

## In der Psychiatrie
Jugendliche und junge Erwachsene im Transitionsalter von 15 bis 25 Jahren befinden sich in einer besonderen Lebensphase, die eine Zeit des psychosozialen Umbruchs und der Adoleszenzkrisen mit sich bringt. Gerade diese Lebensperiode ist durch das gehäufte Auftreten psychischer Störungen gekennzeichnet. Epidemiologische Untersuchungen zeigen, dass Essstörungen, selbstverletzendes Verhalten, Angsterkrankungen, Suchterkrankungen, Störungen der sexuellen Identität, Delinquenz oder Schizophrenie im Transitionsalter ihren Anfang nehmen, häufig einen Gipfel zeigen und danach in ihrer Häufigkeit abklingen oder weiterbestehen und chronifizieren.
Es ist daher von besonderem Interesse, die entsprechenden Frühzeichen psychischer Beschwerden in diesem Übergangsalter im Sinne der Prävention zu erkennen und zu behandeln. Diese notwendige Vorgehensweise wird jedoch in vielen Ländern durch die Tatsache erschwert, dass die Behandlung von im Transitionsalter befindlichen Jugendlichen durch eine strukturelle Schranke unterbrochen werden muss. Mit dem Erreichen der Volljährigkeit erfahren jugendliche psychiatrische Patienten in der Regel einen Systemwechsel von Einrichtungen für Jugendliche hin zur Erwachsenenversorgung. Strukturelle Gegebenheiten sowie knappe Ressourcen und Überfüllung von kinder- und jugendpsychiatrischen Einrichtungen erfordern, dass Patienten unabhängig ihrer entwicklungspsychologischen Reife in die Zuständigkeit der Erwachsenenpsychiatrie fallen. Dieser Bruch führt neben Versorgungs- auch zu Forschungslücken bei Personen im Transitionsalter. Beispielsweise existieren trotz hoher Prävalenz von Selbstverletzungen und Suizidalität bei Adoleszenten nur unzufriedenstellende wissenschaftliche Ergebnisse zu therapeutischen Methoden.
Die Psychiatrie des Transitionsalters ist eine Bewegung, die ein besonderes Augenmerk auf die individuellen Probleme der Adoleszenz legt und die Integration der wissenschaftlichen Erkenntnisse der Entwicklungspsychologie und -psychopathologie in der Kinder- und Jugendpsychiatrie und Erwachsenenpsychiatrie vorantreibt. Am 17. Dezember 2013 wurde bei einer Drei-Länder-Konferenz zum Thema „Lösungen für die Probleme der Transitionspsychiatrie“ von Experten der erste Stein der Zusammenarbeit auf dem Gebiet im deutschsprachigen Raum (Deutschland, Österreich, Schweiz) gelegt. Am 22. Januar 2016 wurde eine wissenschaftliche Tagung der AG Transitionspsychiatrie
an der Medizinischen Universität Wien zum Thema „Psychiatrie und Psychotherapie des Transitionsalters“ in Wien mit mehr als 120 Teilnehmern erfolgreich abgehalten.